# Néons-sur-Creuse
Néons-sur-Creuse település Franciaországban, Indre megyében. Lakosainak száma 355 fő (2022. január 1.). Néons-sur-Creuse Lurais, Tournon-Saint-Martin, Angles-sur-l’Anglin, Tournon-Saint-Pierre, Yzeures-sur-Creuse és Vicq-sur-Gartempe községekkel határos.

## Népesség
A település népességének változása:
| Lakosok száma | 485  | 414  | 372  | 394  | 403  | 409  | 381  | 365  | 362  | 355  |
|               | 1968 | 1982 | 1990 | 2006 | 2013 | 2015 | 2017 | 2019 | 2020 | 2022 |